# Steve Sullivan
Steve Sullivan (Timmins, 6 luglio 1974) è un ex hockeista su ghiaccio canadese, di ruolo attaccante, che nel corso della carriera ha giocato in National Hockey League.

## Carriera

### Club
Sullivan giocò dal 1992 al 1994 in Ontario Hockey League con la maglia dei Sault Ste. Marie Greyhounds. Nei due anni di esperienza conquistò una Memorial Cup, raccogliendo 87 reti e 89 assist in 125 partite disputate. Sullivan fu selezionato dai New Jersey Devils nel NHL Entry Draft del 1994 al nono giro, in 233ª posizione assoluta. All'esordio nel mondo professionistico Sullivan fu inviato in American Hockey League, presso la formazione affiliata degli Albany River Rats, con i quali vinse la Calder Cup nel 1995.
Dopo aver disputato 49 partite in NHL con la maglia dei Devils, Sullivan fu ceduto ai Toronto Maple Leafs all'inizio della stagione 1996-97, con i quali rimase per due anni, totalizzando 91 punti in 167 incontri disputati.
Sullivan fu messo nella lista dei waivers nell'autunno del 1999, prima di essere ingaggiato dai Chicago Blackhawks. Sullivan stabilì il suo primato offensivo con 75 punti al termine della stagione 2000-2001. Giocò a Chicago fino alla primavera del 2004, con 304 punti totali ottenuti in 375 partite.
Sullivan fu scambiato il 16 febbraio 2004 con i Nashville Predators in cambio di una scelta al secondo giro del draft 2004 (Ryan Garlock) e un'altra scelta al secondo giro del draft 2005 (Michael Blunden).
Con il suo arrivo a Nashville Sullivan raccolse 30 punti in sole 24 partite, grazie anche all'hat trick ottenuto al suo esordio con i Predators, ed in particolare grazie ai 10 punti ottenuti nelle prime 3 partite. Ricevette il titolo di giocatore offensivo della NHL nella settimana 9–16 ottobre 2005.
Sullivan fu costretto a saltare l'intera stagione 2007-2008 a causa di un infortunio alla schiena. Rientrò sul ghiaccio il 10 gennaio 2009 contro gli ex compagni dei Chicago Blackhawks. A causa del suo rientro positivo in squadra dopo l'infortunio nella stagione 2008-2009 Sullivan fu premiato con il Bill Masterton Memorial Trophy, oltre a ricevere un rinnovo del suo contratto per altre due stagioni.
Il 1º luglio 2011, dopo essere stato messo sulla lista dei giocatori cedibili da parte dei Predators, Sullivan firmò un contratto di un anno con i Pittsburgh Penguins. Nel 2012 sottoscrisse un altro accordo annuale ma con i Phoenix Coyotes, squadra con cui giunse alla millesima presenza in NHL. L'ultimo giorno di mercato del 2013 Sullivan ritornò a vestire la maglia dei New Jersey Devils dopo 16 anni e 45 giorni dall'ultima volta. Al termine della stagione, terminata senza playoff e con un apporto di 5 punti (2 gol e 3 assist) in 9 gare, Sullivan si ritrovò senza contratto.

### Nazionale
Sullivan fece il suo esordio con la nazionale del Canada in occasione del Campionato mondiale del 2000, svoltosi in Russia. In 9 incontri segnò quattro reti e fornì un assist. L'anno successivo invece, in Germania, totalizzò 3 punti in 7 partite.

## Palmarès

### Club
- Calder Cup: 1

Albany: 1994-1995
- Memorial Cup: 1

Sault Ste. Marie: 1993

### Individuale
- Bill Masterton Memorial Trophy: 1

2008-2009
- AHL First All-Star Team: 1

1995-1996
- AHL All-Star Classic: 2

1995, 1996